# Теодоро Петков
Теодоро Петков (на испански: Teodoro Petkoff) е венецуелски политик от български и еврейски произход.

## Биография

### Семеен произход
Роден е в потомствено българско комунистическо семейство. Дядо му Тодор и баба му Райна са членове на БРСДП (т.с.) и нелегалната БКП.
Баща му – българинът Петко Тодоров, е родом от село в Пазарджишко. Преследван от полицията през 1923 година и осъден на смърт, избягва във Виена, където работи с Георги Димитров. След това е в Чехословакия, където завършва индустриална химия. Заедно със съпругата си (полска еврейка, лекарка) заминава за Венецуела.
По-малките му братя-близнаци Мирослав и Любен са родени в България. Мирослав е убит на протестна демонстрация срещу диктатора Перес Хименес. Любен (вече покойник) и Теодоро участват във въоръжената борба във Венецуела през 60-те години на 20 век.

### Политическа кариера
Т. Петков е член на комунистическата партия на Венецуела до 1970 година, неин ръководител, теоретик от национален мащаб. Арестуван е многократно, прекарал е 5 години в затвор. Прочути са 2-те му бягства: скачане с въже от 7-ия етаж на военната болница и през прекопан тунел от военната крепост Сан Карлос. На това събитие, поразило въображението на неговите приятели и врагове, е посветен филмът „Тази сладка дума свобода“ от съветските кинематографисти В. Ежов и Етаутас Жалакявичус от 1972 г.
През 1970 година напуска Комунистическата партия и създава партията Движение към социализъм, която е сред основните политически сили в страната. Той е сенатор, министър на икономиката, 2 пъти кандидат-президент, професор по икономика в Националния университет, главен редактор на вестници. Автор е на няколко теоретични книги.
Контактите му с България са нередовни, за първи път я посещава през 1960 година, както и по-късно няколко пъти, последно през 1994 година.